# Tony Overwater

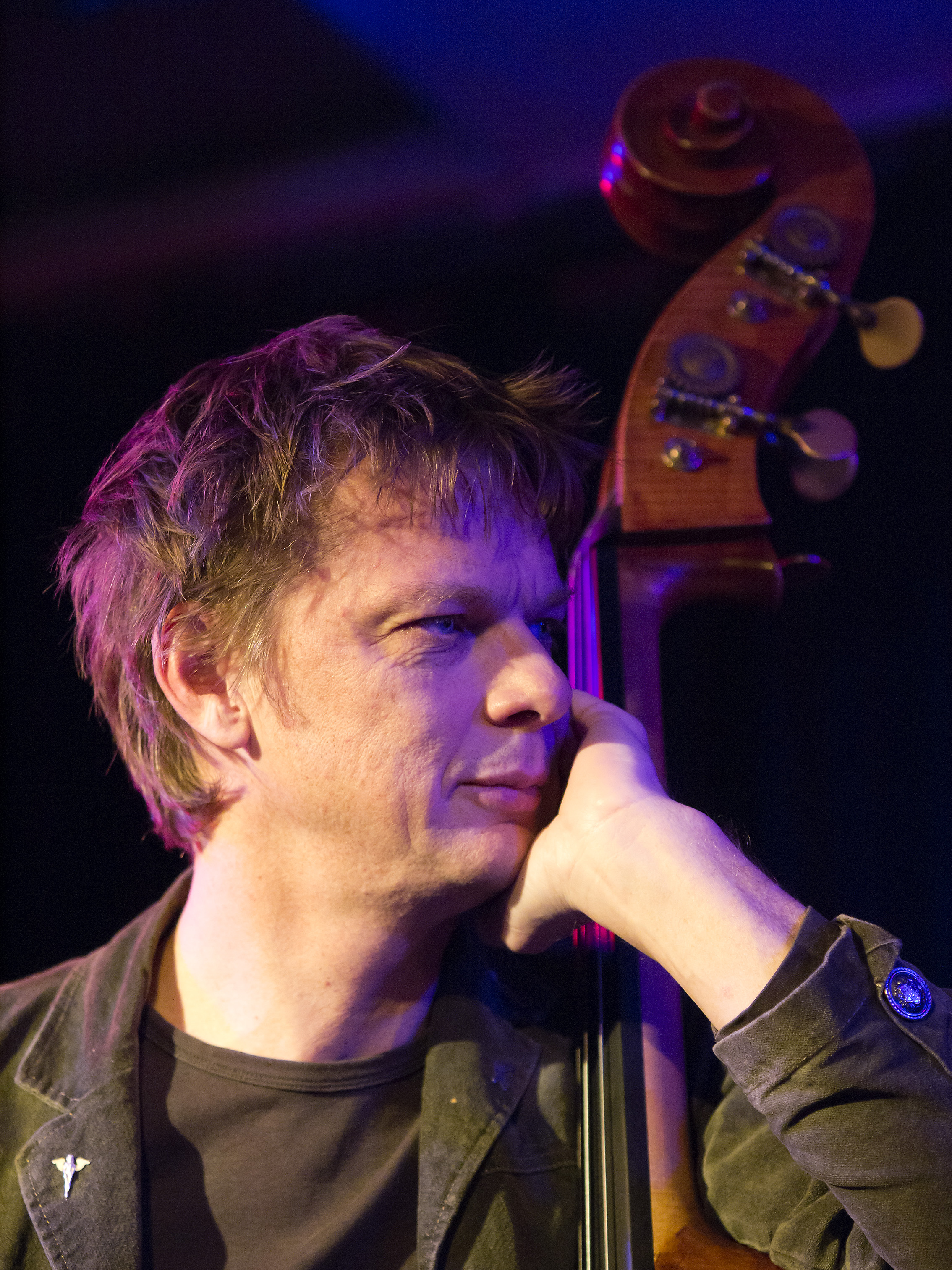
Tony Overwater im Jazzclub Unterfahrt (München 2011)

Tony Overwater (* 24. März 1964 in Rotterdam) ist ein niederländischer Bassist und Komponist des Jazz und der improvisierenden Musik.

## Leben und Wirken
Overwater erhielt noch während seiner Studienzeit am Königlichen Konservatorium in Den Haag 1989 den Podium Preis der SJIN (Niederländische Jazzstiftung) für Nachwuchs-Jazzmusiker. Er tourte mit Sunny Murray und David Murray in Europa und wurde Mitglied des Trios des Tenorsaxophonisten Yuri Honing, in dem er noch 2008 auftrat (z. B. Album „Over the Rainbow“ 1998, aus der Dopsgezinde Kirk in Amsterdam). Er spielt mit seiner eigenen „Tony Overwater Group“ und tritt auch Solo auf. Bis 2015 hat er zehn CDs unter eigenem Namen veröffentlicht. 2005 nahm sein Trio (mit dem Tenorsaxophonisten Maarten Ornstein und dem Schlagzeuger Wim Kegel) mit dem „Calefax Reed Quintet“ die Duke Ellington Suiten „The River“ und „Far East Suite“ auf, arrangiert von Overwater. Weiterhin arbeitete er mit Ack van Rooyen, Misha Mengelberg, Paolo Fresu, Dave Burrell, Sylvie Courvoisier, Michel Godard, Gilbert Paeffgen, Karin Hammar, Marc van Roon, Hermine Deurloo, Michiel Braams Flex Bent Braam und Rembrandt Frerichs.
Daneben schreibt er auch Musik für Dokumentarfilme und Tanzstücke.
Für das Album „Op“ mit seiner Band erhielt er 2001 den Edison-Award. 2002 wurde er mit dem Boy-Edgar-Preis ausgezeichnet.

## Diskographie (Auswahl)
- Changes in Time (Scapes), Timeless, 1989
- Motion Music, JIM, 1994
- Up Close, Turtle, 1999
- Op, Turtle, 2001
- Over the Rainbow, First Impression Music, 2003
- Tony Overwater Trio/Calefax Reed Quintet Ellington Suites, JIM, 2005
- Jungleboldie (Tony Overwater Trio), Turtle, 2010
- Om de oude wereldzee (Tony Overwater Ensemble), JIM, 2015